# Università del Tōhoku
L'Università del Tohoku (東北大学?, Tōhoku daigaku) è una università giapponese nazionale situata nella città di Sendai. È la terza università imperiale più antica del Giappone, ed è membro del gruppo delle Sette università nazionali.
Nel 2009, l'università disponeva di dieci campus e 15 dipartimenti, per un totale di 17 949 studenti iscritti.